# میدان رابین

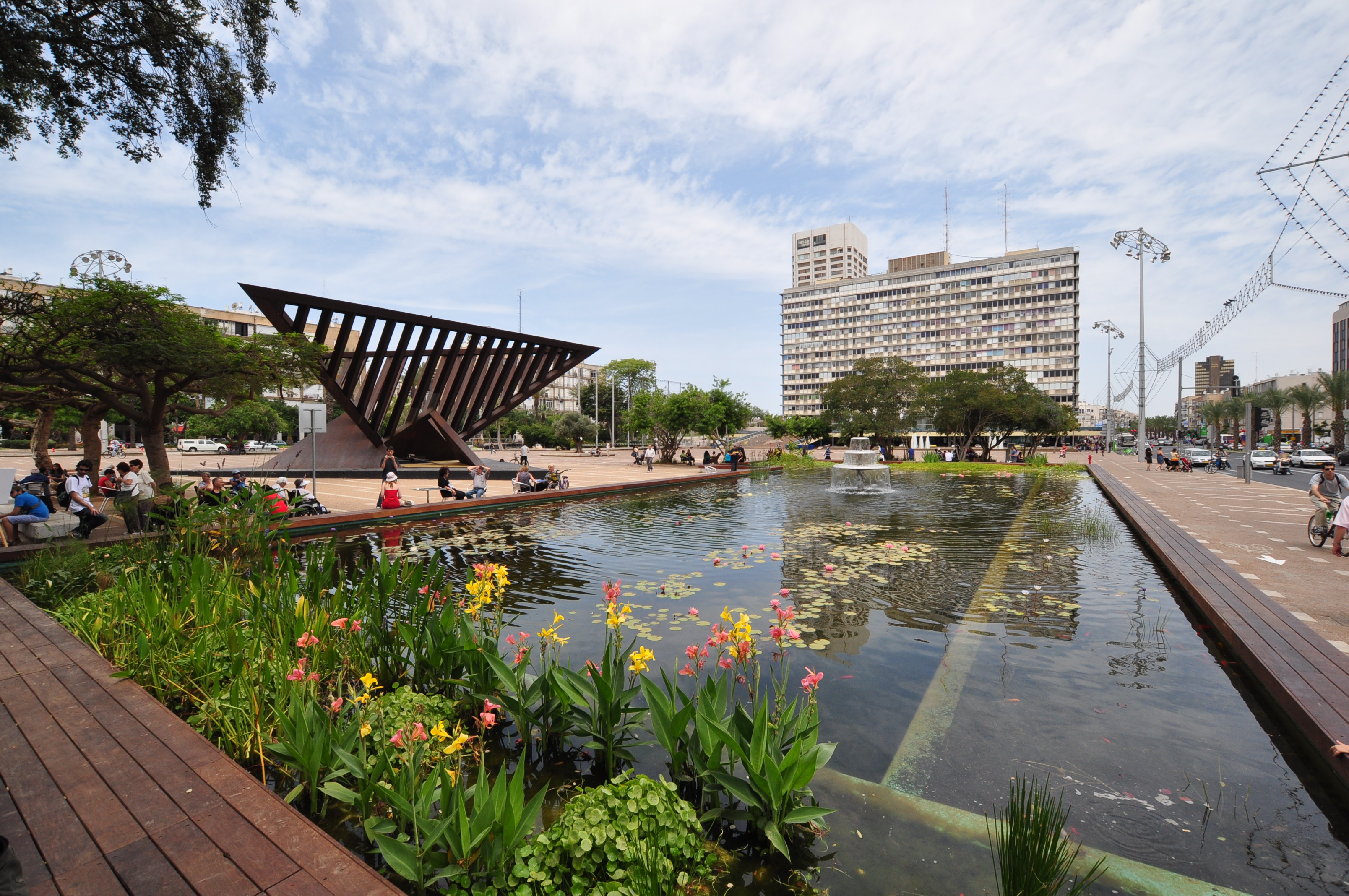
نمایی از استخر و آب‌نمای میدان رابین، در سمت چپ استخر، بنای یادبود هولوکاست و در پشت استخر، ساختمان شهرداری تل‌آویو.

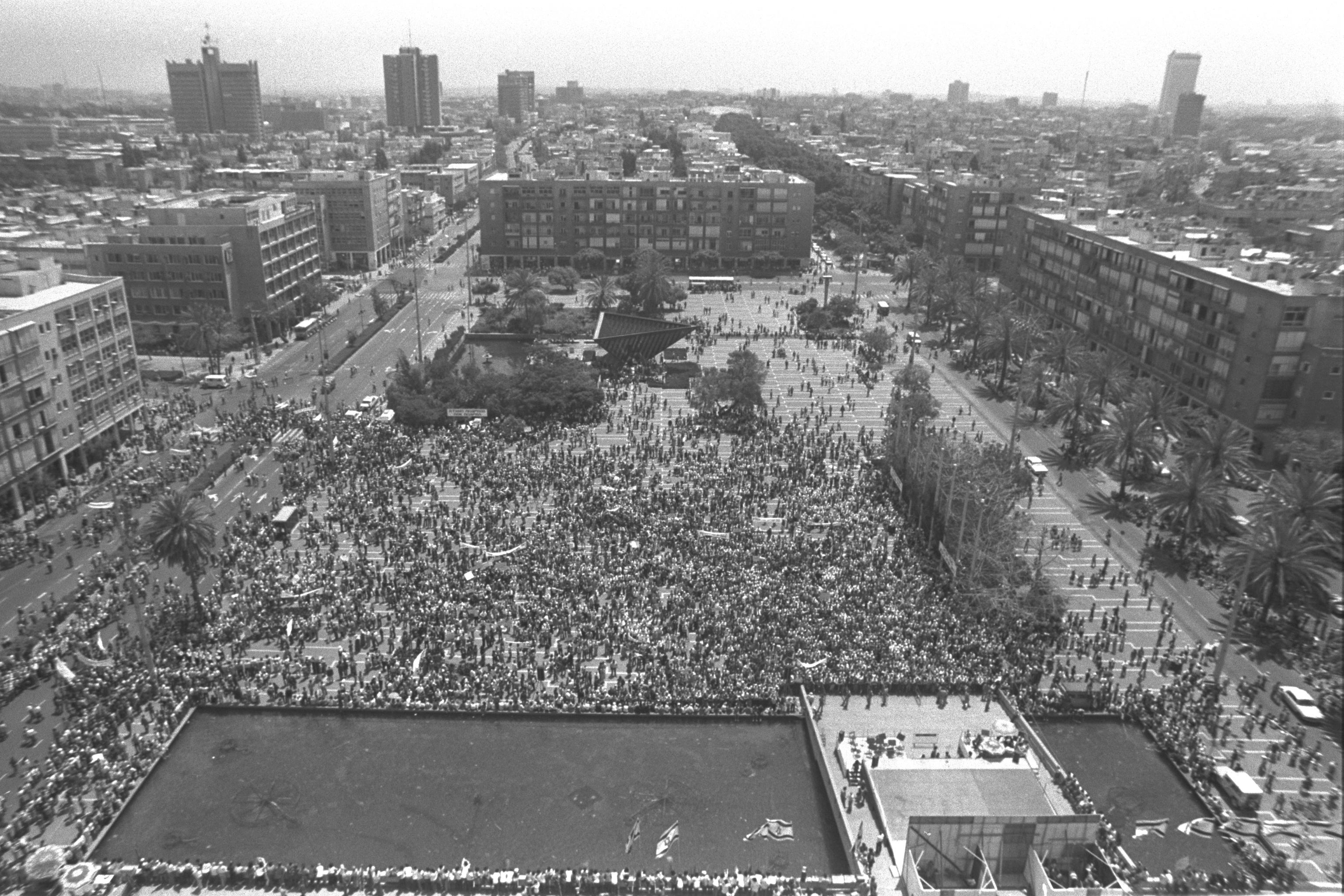
نمایی از تظاهرات روز جهانی کارگر در میدان پادشاهان اسرائیل در دهه ۸۰ میلادی.

میدان رابین (به عبری: כיכר רבין) از میدان‌های مهم شهر تل‌آویو است. این میدان به یاد اسحاق رابین، پنجمین نخست‌وزیر اسرائیل که در این میدان ترور شد، نام‌گذاری شده‌است. نام پیشین آن، میدان پادشاهان اسرائیل (به عبری: כיכר מלכי ישראל) بود.
در اطراف میدان رابین رستوران‌ها، کافی شاپ‌ها و مراکز خرید بسیاری واقع شده‌اند. خیابان ابن گبیرول، از شرق و بلوار حییم از غرب میدان رابین می‌گذرند.